# Rugby Sondrio
Il Rugby Sondrio società cooperativa a responsabilità limitata è un club italiano di rugby a 15 fondato nel 1962 a Sondrio.
Dalla stagione 2008-09 milita stabilmente nel campionato nazionale di Serie B.
Disptuta i suoi incontri interni allo stadio Cerri-Mari.

## Cronistoria Campionati
- 2007/08 - Serie C - 1° classificati (101 punti)
- 2008/09 - Serie B - 3° classificati (70 punti)
- 2009/10 - Serie B - 3° classificati (77 punti)
- 2010/11 - Serie B - 3° classificati (78 punti)
- 2011/12 - Serie B - 8° classificati (37 punti)
- 2012/13 - Serie B - 7° classificati (48 punti)
- 2013/14 - Serie B - 5° classificati (52 punti)
- 2014/15 - Serie B - 4° classificati (74 punti)
- 2015/16 - Serie B - 6° classificati (62 punti)
- 2016/17 - Serie B - 8° classificati (23 punti)
- 2017/18 - Serie B - 9° classificati (38 punti)

## Storia
Già negli anni '20 e '30 a Sondrio era presente una squadra di rugby poiché, per volere di Mussolini, in ogni capoluogo di provincia doveva essere allestita una compagine che praticasse questo sport. Durante la guerra il rugby venne abolito in quanto sport "anglofilo". La rinascita del rugby valtellinese, dopo oltre vent'anni di silenzio, avviene nel 1962 grazie all'impegno di Pino Donadelli e Mario Bertazzini, ex rugbisti negli anni precedenti la guerra.
Nell'aprile del 1963 fu giocato dal Rugby Club Sondrio il suo primo incontro che terminò con una sconfitta per 13 a 6 contro il Sempione Milano. Sotto la presidenza di Pino Donadelli, l'esordio agonistico vero e proprio avviene nella stagione 1963/1964, con la squadra del capoluogo iscritta al campionato di serie B (che allora era la serie più bassa), durante la quale fu addirittura sfiorato l'accesso al turno di qualificazione per la serie A. Dopo la retrocessione in serie C, nel campionato 1966/1967  i sondriesi si dimostrano una delle squadre più forti e non riescono ad ottenere la promozione in B solo in seguito alla sconfitta nello spareggio contro il più prestigioso e blasonato Mirano. I sondriesi ottengono tuttavia la promozione in serie B grazie alla ristrutturazione dei campionati da parte della Federazione. Nell'anno successivo la squadra di Sondrio va incontro ad una nuova retrocessione. Intanto nel 1969 Donadelli lascia la presidenza sostituito da Jack Sartorelli e si chiude così la prima fase "pionieristica" e un po' improvvisata del rugby sondriese. Negli anni '70, quando ancora la meta valeva solo tre punti, la società consolida la propria struttura e l'organizzazione: comincia a formarsi un settore giovanile, arrivano i primi sponsor (nel 1977, lo "Sport 3"), il movimento rugbistico si amplia, l'interesse dei media aumenta. La squadra oscilla tra la serie C e la serie D, in virtù di promozioni e retrocessioni ottenute a volte sul campo, a volte in seguito alla riorganizzazione dei campionati da parte della Federazione Italiana Rugby. Sono gli anni di appassionati e durissimi derby con il Sondalo, l'altra squadra valtellinese nata proprio in quel periodo. Sono anche gli anni delle prime sfide che diverranno "storiche", e a volte addirittura leggendarie, contro compagini come Bergamo, Lumezzane, Parabiago, Rho e Rozzano. Negli anni '80 il rugby sondriese compie un deciso salto di qualità. Rilanciata dai presidenti Nicola Gianola, Sergio Moiraghi, ed infine Giorgio Andreani, grazie anche all'arrivo di giocatori neozelandesi di ottimo livello (Terry Wilkinson e Greg Thomas), la squadra accresce notevolmente la qualità del gioco e sale con autorità in serie B. Diverse volte i sondriesi riescono a disputare la poule per la promozione in serie A e sono costretti a cedere il passo solo contro formazioni decisamente forti e blasonate come Mirano, Cus Padova, Tarvisium, Viadana e Colleferro.
Nella stagione 1985/1986, dopo un campionato di vertice, la massima serie è fallita addirittura per un solo punto.
Nel 1988 inizia la parabola discendente e la squadra, in due anni, retrocede prima in serie C 1 poi in C 2. Il punto più basso della repentina discesa si raggiunge nella stagione 1989/1990 quando la squadra non viene nemmeno iscritta al campionato. Già nella stagione successiva inizia il risveglio: la squadra di Sondrio, allenata dall'argentino Manuel Ferrari, è iscritta al campionato di C 2 ed ottiene subito la promozione. Due stagioni in serie C 1 portano a piena maturazione il quindici del capoluogo ed il campionato 1993/1994 è una vera e propria marcia trionfale: con una media di 70/80 punti segnati in ogni partita, la Sondrio Sportiva Rugby subisce una sola sconfitta in ventidue incontri ed è promossa in serie B. Tre campionati di alto livello a due passi dalla promozione in serie A, poi, nella stagione 1997/1998, l'inattesa retrocessione in C 1. Rocambolesco il campionato 1998/1999: dopo un indiscusso dominio sul campo, alla squadra di Sondrio non è consentito di accedere ai play-off per la promozione in serie B per via di motivi giuridici. Nei due anni successivi molti "vecchi" giocatori abbandonano l'attività agonistica e la squadra non riesce ad andare oltre l'ottenimento di una più che dignitosa salvezza. Il campionato 2001/2002, con una squadra giovanissima e quasi completamente rinnovata nell'organico, è quello della ripartenza.
Nell’annata 2001-2002, il rugby sondriese, con il duo Alfio Sciaresa-Mauro Ortelli al timone, decide di tracciare programmi a lungo termine. Ad allenare la squadra di serie C, dopo Sergio Dal Toè-Giacomo Tonola, arriva Michel Morlaas, ex brillante agonista in terra di Francia, e spunta all’orizzonte uno sponsor che si rivelerà fondamentale, l’impresa Sertori. Stagione interlocutoria la 2002-2003. Nel girone C d’Eccellenza la Sertori si piazza in terzultima posizione, mentre in quella successiva i play off sfumano in extremis. A sostituire Morlaas, rientrato in Francia dopo tre stagioni, arriva il suo amico, Guy Pardies, e a rinforzare la squadra ecco anche Luciano Gorla, dopo parecchie stagioni giocate nella massima divisione. E l’annata è davvero trionfale, per la Sertori di Pardies, che è riuscito a riportare il rugby in serie B dopo un decennio abbondante. Decisiva e incancellabile la partita casalinga con l’Oderzo, davanti a un pubblico mai visto a una partita di rugby: oltre mille persone.
Purtroppo, la stagione 2006-2007 è amarissima e la Sertori Sondrio è retrocessa a sorpresa, per una serie di risultati a lei sfavorevoli maturati nell’ultima giornata. Ma gli insegnamenti di Pardies e Morlaas non sono stati inutili. Il duo Giacomo Grillotti-Luciano Gorla, che ha preso le redini della squadra e inizia subito forte il torneo 2007-2008. Ne uscirà un immediato e trionfale ritorno in serie B a suon di record. Rinforzata dal pilone rumeno Bogdan Enache, la Sertori edizione 2008-2009, disputa un ottimo torneo, che le assicura il terzo posto alle spalle di Capoterra e Asti, che hanno un’impostazione più rivolta al professionismo.  La stessa posizione è perduta in extremis per il risultato dell’ultima giornata del torneo 2009-2010. Una squadra decimata da assenze e infortuni è superata nettamente dal Capoterra e si deve accontentare del quarto posto.
Sulla stessa falsariga l’annata 2010-2011 che si conclude con un altro frustrante terzo posto. Deludente il campionato 2011-2012 che, anche per una lunga serie d’infortuni, si conclude con il quindici sondriese verso il fondo della classifica. Dopo tre stagioni, se ne va il giovane allenatore Romain Cavaignal che viene sostituito dal suo connazionale Marc Panabiere. Le stagioni successive vedono l’alternarsi sulla panchina sondriese di due allenatori francesi, Gleyze e Balaguer, che portano diverse esperienze sui metodi di allenamento.  La società si struttura ulteriormente allargando la sua partecipazione a tutti i campionati giovanili e, nell’aprile 2013, inaugura il nuovo campo con fondo in erba sintetica.
Nella stagione 2015/2016 la prima squadra ritorna nelle mani del duo Gorla/Grillotti, mentre tutto il settore giovanile è diretto da Roberto Dal Toè. Nella stessa stagione è siglato un accordo con il Rugby Livigno per un lavoro comune nel settore seniores. Il Rugby Livigno si iscriverà al campionato regionale di C2 come squadra cadetta del Rugby Sondrio. Questo consentirà una crescita complessiva del movimento rugbystico valtellinese e permetterà lo scambio reciproco di giocatori tra le due società impegnate nei rispettivi campionati. Le partite casalinghe del campionato regionale di serie C2 saranno disputate a Livigno. Nella formazione sondriese gioca, per la prima volta, un rifugiato camerunense, Joseph Lotchouang, che si dimostrerà un ottimo giocatore e che, nella stagione successiva, per motivi familiari, si trasferirà in Francia. La stagione termina con un buon 6º posto.
Le stagioni 2016/2017 e 2017/2018 sono caratterizzate da difficoltà dovute ad un invecchiamento generale della squadra, ma il Rugby Sondrio riesce comunque a mantenere la propria posizione nella serie B nazionale. Sia in collaborazione con il Rugby Livigno, sia da sola, la società continua a schierare una squadra cadetta nella quale militano numerosi rifugiati africani.
Nella stagione 2017/2018 la società inizia la sua attività nel rugby femminile.
Dalla stagione 2019/2020 il settore giovanile della società si fonde con le altre due squadre presenti nella provincia di Sondrio, il Rugby Sondalo e il Delebio Rugby, ricreando così la franchigia valtellinese dei primi anni 2000'.
Nell’autunno 2017 viene inaugurata la “Casa del Rugby”, un edificio su due piani contenente quattro spogliatoi ed un’ampissima club-house.